# Ґай (Сьремський повіт)
Ґай (пол. Gaj, нім. Hain) — село в Польщі, у гміні Сьрем Сьремського повіту Великопольського воєводства.
Населення — 231 особа (2011).
У 1975-1998 роках село належало до Познанського воєводства.

## Демографія
Демографічна структура станом на 31 березня 2011 року:
|          | Загалом | Допрацездатний вік | Працездатний вік | Постпрацездатний вік |
| -------- | ------- | ------------------ | ---------------- | -------------------- |
| Чоловіки | 118     | 29                 | 76               | 13                   |
| Жінки    | 113     | 27                 | 60               | 26                   |
| Разом    | 231     | 56                 | 136              | 39                   |